# NASA WorldWind
NASA WorldWind is een virtuele aardbol van de NASA NARC die de mogelijkheid biedt om - door middel van een virtuele wereldbol - in te zoomen op luchtbeelden en satellietbeelden op de aarde. Voor een gedeelte van de aarde zijn deze gebieden tevens in 3D te bekijken. De gegevens zijn afkomstig van de NASA en de USGS. De software is door NASA vrijgegeven onder de "vrije open-sourcelicentie versie 1.3".

## Versies
De software is te gebruiken op:
- internet (webversie)
- Windows, macOS en Linux (Java-versie)
- Android

De oorspronkelijke versie is de Java-versie.

## Beschikbare datasets
Standaard heeft de gebruiker op de computer de beschikking over de lage-resolutie-Blue marble-datasets. Zodra wordt ingezoomd, worden hogeresolutiebeelden gedownload van de servers van de NASA. De totale hoeveelheid beschikbare datasets bedraagt momenteel ongeveer 4,6 terabytes.

### Beeld- en terreindatasets
- Blue marble-set - mozaïek van lageresolutiesatellietbeelden van de hele aarde (gemaakt door de NASA in 2001 en 2002). De originele blue marble-foto is geen mozaïek maar een foto van de aarde genomen door Apollo 17 in 1972 op de heenweg naar de maan, op ongeveer 45.000 km afstand van de aarde.
- Landsat 7 - satellietbeelden met een resolutie van 30 meter
- USGS data
  - Orthofotos van de VS - resolutie van 1 meter (sommige steden zelfs 0,25 meter)
  - Topografische kaarten van de VS in verschillende onderscheidbare gedetailleerde lagen
- SRTM - terreindata

### Datasets voor de animatie van lagen
- Animated Earth - SVS Image Server-data
- MODIS - spectrum-radiatiedata van de Terra- en Aqua-satellieten (resolutie: 10 bij 10 km²)
- GLOBE - data van wereldwijd schoolproject van de NASA (atmosfeer, hydrologie en bodem-/biologische data)

Verder bevat het programma een pakket waarmee kaarten en andersoortig beeldmateriaal op het internet kunnen worden doorzocht met behulp van de OpenGIS-Web Mapping Service-architectuur.

## Mogelijkheden en gebruik
De applicatie kan animaties van verschillende geografische processen tonen op de wereldbol, zoals sneeuwbedekking gedurende een jaar of het verloop van bosbranden binnen Afrika.

### Layers
De lagen (layers) die kunnen worden geprojecteerd binnen het programma omvatten onder andere landsgrenzen, provinciale/deelstaatgrenzen, plaats- en gemeentenamen, lengte- en breedtegraden
De vlaggen van alle landen kunnen ook worden geprojecteerd op de wereldbol, waarna de gebruiker, door op een vlag te klikken, wordt doorgeleid naar de CIA-pagina voor het betreffende land.

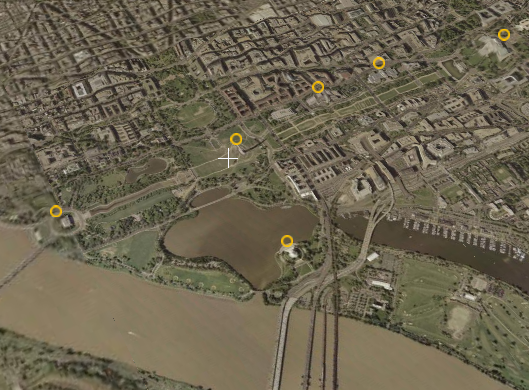
Washington D.C. National Mall met points of interest. Elke cirkel geeft een link naar een artikel

### Wikipedia-layer
Er is tevens een Wikipedia-add-on (Wikipedia points of interest layer) die gele cirkels op de wereldbol toont van plaatsen die, door er op te klikken, de gebruiker doorleiden naar het artikel in een webbrowser. Deze add-on zorgt ervoor dat het programma wat meer geheugen vraagt van de computer.
Doordat de NASA het programma onder de PD-licentie heeft vrijgesteld, mogen ook alle screenshots uit het programma op Wikipedia worden gebruikt onder de PD-licentie. Bij Wikimedia Commons kan onder andere de PD-WorldWind-licentie hiervoor worden gebruikt.

### Coördinaten
Het programma biedt de mogelijkheid om te zoeken op plaatsen of coördinaten. Deze coördinaten kunnen in het menu worden gekopieerd en bijvoorbeeld worden weergegeven op een internetpagina, waar een gebruiker, mits deze het programma op zijn pc heeft, de link in de adresbalk van zijn browser kan plaatsen en doorgeleid worden naar de betreffende weergave binnen WorldWind.
Een voorbeeld van een dergelijke link is: worldwind://goto/world=Earth&lat=52.70902&lon=5.75278&alt=39480, die gebruikers met het programma doorleidt naar een weergave binnen WorldWind die de Noordoostpolder van bovenaf laat zien.

## Systeemeisen
Het programma draait alleen op Windows en maakt sterk gebruik van de grafische kaart, waarbij 3D-acceleratie en een behoorlijke processor wordt aanbevolen. Het programma vergt over het geheel genomen behoorlijk wat processorkracht. Ook wordt minimaal een breedbandverbinding aanbevolen om het downloaden van kaarten vlot te laten verlopen.